# Hensodon
Hensodon is een geslacht van uitgestorven pycnodontide straalvinnige beenvissen dat leefde tijdens het Laat-Cenomanien van wat nu Libanon is. Hensodon spinosus leek oppervlakkig op een zeeëngel met een enorme kop en een zeer stekelige borstgordel. Verschillende exemplaren hebben verschillende rangschikkingen van de hoornachtige frontale stekels. De ene vorm heeft de hoorns gerangschikt als een dubbele tand, waarvan wordt aangenomen dat het het mannetje is, en de andere vorm, waarvan wordt aangenomen dat het het vrouwtje is, met de hoorns achter elkaar, zoals die van een neushoorn.